# Elyfer Torres
Elvia Fernanda Torres Pérez (Cidade do México, 15 de fevereiro de 1997), mais conhecida pelo nome artístico Elyfer Torres, é uma atriz e cantora mexicana. Seu primeiro papel importante foi em Betty en NY, interpretando a personagem-título. Anteriormente se destacou em séries como La rosa de Guadalupe, La piloto, El secreto de Selena e Nicky Jam: El Ganador.

## Biografia
Torres iniciou sua formação artística participando de oficinas no Centro de Educação Artística da Televisa. Mais tarde, especializou-se em cinema na renomada New York Film Academy em Los Angeles; ela voltou ao México para continuar sua formação na escola CasAzul de Argos, finalmente completou sua formação em dança clássica na Royal Academy of Dance na Inglaterra.

## Vida pessoal
Ela tem uma relação com o músico Sebastián Romero.

## Filmografia

### Televisão
| Ano  | Título                | Personagem                           | Nota                             |
| ---- | --------------------- | ------------------------------------ | -------------------------------- |
| 2016 | La rosa de Guadalupe  | Rosita                               | Episódio: "Mi abuelo y él"       |
| 2017 | La rosa de Guadalupe  | Lucero                               | Episódio: "Sonreír por un sueño" |
| 2018 | La piloto             | Claire                               | 22 episódios                     |
| 2018 | El secreto de Selena  | Gabriela Contreras                   | Episódio: "Atrapada"             |
| 2018 | Nicky Jam: El Ganador | Julia                                | 2 episódios                      |
| 2019 | Betty en NY           | Beatriz Aurora Rincón Lozano (Betty) | Elenco principal                 |
| 2020 | Enemigo íntimo 2      | Alicia García                        | Co-Protagonista                  |

### Cinema
| Ano  | Título | Papel | Nota           |
| ---- | ------ | ----- | -------------- |
| 2016 | H.H.L. | Mai   | Curta-metragem |

### Videoclipe
| Ano  | Música           | Cantor      |
| ---- | ---------------- | ----------- |
| 2017 | "Rompecorazones" | Dulce Maria |

## Discografia
Singles
| Ano  | Nome                |
| ---- | ------------------- |
| 2019 | "Aquí está mi amor" |

## Prêmios e indicações
| Ano  | Prêmio       | Categoria       | Nomeação    | Resultado | Ref   |
| ---- | ------------ | --------------- | ----------- | --------- | ----- |
| 2019 | PRODU Awards | Atriz revelação | Betty en NY | Venceu    | [ 6 ] |